# Буньєль
Буньєль (ісп. Buniel) — муніципалітет в Іспанії, у складі автономної спільноти Кастилія-і-Леон, у провінції Бургос. Населення — 443 особи (2010).
Муніципалітет розташований на відстані близько 210 км на північ від Мадрида, 11 км на захід від Бургоса.

## Демографія
Динаміка населення (INE ):